# Кучешка полевица
Кучешката полевица (Agrostis canina) е вид растение от семейство Житни (Poaceae). Видът е незастрашен от изчезване.

## Разпространение
Разпространен е в Афганистан, Албания, Андора, Австрия, Беларус, Белгия, Босна и Херцеговина, България, Хърватия, Чехия, Дания, Естония, Фарьорски острови, Финландия, Франция, Германия, Гърция, Гренландия, Унгария, Исландия, Индия, Иран, Ирландия, Ман, Италия, Джърси, Казахстан, Република Корея, Киргизстан, Лихтенщайн, Литва, Люксембург, Македония, Молдова, Монако, Монголия, Холандия, Норвегия, Пакистан, Полша, Португалия, Румъния, Русия, Сан Марино, Сърбия, Словакия, Словения, Испания, Швеция, Швейцария, Таджикистан, Турция, Украйна и Великобритания.